# La squadra dei sortilegi
La squadra dei sortilegi (La Brigade des maléfices) è una serie televisiva francese realizzata nel 1971.
Creata da Claude Guillemot e Claude-Jean Philippe, la serie fu trasmessa in Italia dalla Rai nel 1975. Gli interpreti principali sono Léo Campion, Marc Lamole e Jean-Claude Balard. La serie è composta da sei episodi. Protagonista delle storie è l'ispettore Paumier (Campion), capo della Squadra dei sortilegi, incaricata dalla Prefettura di Polizia di Parigi di indagare sui casi più insoliti che le normali indagini di polizia non riescono a risolvere. Muovendosi con un sidecar  guidato dal suo aiutante Albert (Lamole), l'ispettore Paumier risolve casi misteriosi imbattendosi in fate, vampiri, fantasmi e persino in un'incarnazione del diavolo, interpretato con magistrale ironia da Pierre Brasseur.

## Episodi
- Il lago delle fate
- Settimo canale
- Vacanze su Venere
- Mefisto e Margherita
- Il vampiro ha mal di denti
- Il fantasma cambia casa